# Blues británico

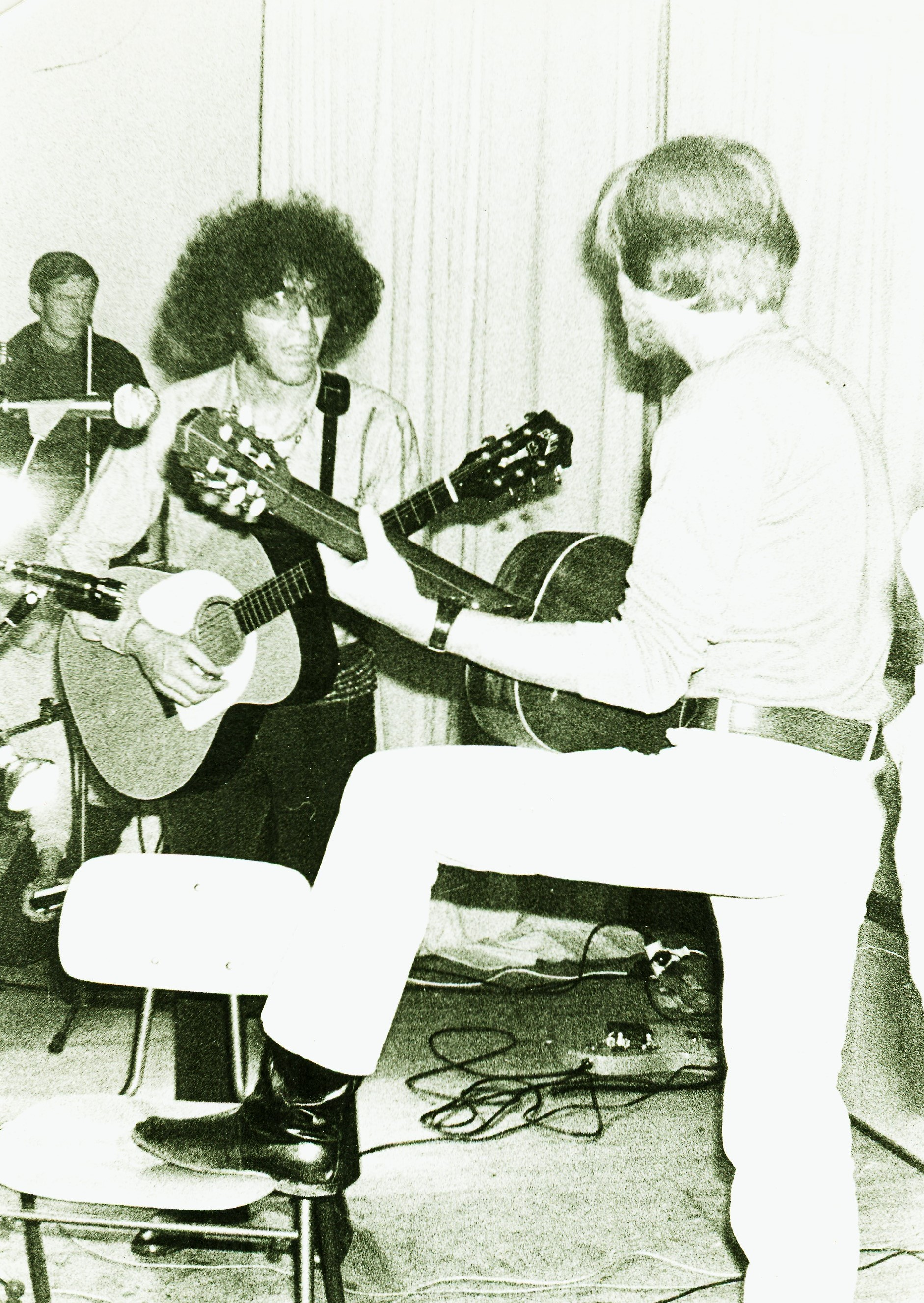
Alexis Korner and Peter Thorup en Bremen, 1968.

El blues británico es un estilo de música blues creado en los últimos años de la década de 1950, época en la cual eran muy famosos artistas blues estadounidenses como B.B. King o Howlin' Wolf. Se dice que Muddy Waters fue el primer músico de blues eléctrico que realizó interpretaciones en Reino Unido hacia 1959; posteriormente, músicos como Sonny Boy Williamson y Chuck Berry siguieron el mismo camino. Debido a éstas interpretaciones, los jóvenes británicos empezaron a tocar blues, imitando así los estilos variados de blues estadounidense. Posteriormente, nació un nuevo sonido distintivo británico, en la década de 1960, denominado beat; esta nueva forma de blues, y sus estilos derivados, tuvieron un gran éxito en los Estados Unidos, dando lugar a la Invasión británica y al nacimiento del Rhythm & Blues británico.

## Historia
La escena musical del blues británico estaba centrada en dos figuras, Alexis Korner y Cyril Davies, quienes abrieron un club blues ubicado en el Soho de Londres, llamado 'The London Blues and Barrelhouse Club'. Al igual que el Skiffle contemplaba su ámbito, algunos músicos buscaban las verdaderas raíces de la música estadounidense.
Fue a través de los clubes de Korner y Davis donde los Rolling Stones originales se juntaron en 1962 en el 'Earling Club', al unirse Brian Jones a Mick Jagger y a Keith Richards (Charlie Watts, en ese tiempo, era el batería del grupo del club Korner, 'Blues Incorporated'). En la escena musical londinense de Korner, así como en lugares suburbanos como 'Klook's Kleek', se iniciaron muchos de los músicos con influencias del blues británico de la década de 1960, como Eric Clapton, Long John Baldry y los Yardbirds.
A modo de anécdota, otra de las grandes figuras del blues británico, John Mayall, llegó a la música por sus propios medios, aun viviendo en Mánchester.
El éxito del blues acústico en Inglaterra llegó a mediados de la década de 1960, ya que los clubes de blues que se creaban por todo el país permitieron la existencia de giras de artistas jóvenes como Jo Ahn Kelly y Mike Cooper.